# Catello (nome)
Catello  è un nome proprio di persona italiano maschile.

## Varianti
- Maschili: Catiello[2][3]
- Femminili: Catella[1][2][3], Catiella[2]

## Origine e diffusione
Deriva dal soprannome e poi praenomen tardo latino Catellus, diminutivo di catulus, che vuol dire "cucciolo", "cagnolino"; il significato, che pone Catello nella gamma dei nomi affettivi, è analogo a quello di altri nomi quali Catullo, Guelfo, Scilla e Colin.
Il nome è esclusivo della Campania dove, grazie al culto verso il santo vescovo così chiamato, è accentrato lungo l'arco del Golfo di Napoli, in particolar modo nella città di Castellammare di Stabia.

## Onomastico
L'onomastico si celebra il 19 gennaio in onore di san Catello, vescovo di Stabia nel VI secolo e santo patrono di Castellammare.

## Persone
- Catello, leggendario sovrano della Britannia
- Catello di Castellammare, vescovo e santo italiano
- Catello Amarante I, canottiere italiano, nato nel 1979
- Catello Amarante II, canottiere italiano, nato nel 1990
- Catello Cimmino, calciatore italiano
- Catello Maresca, magistrato italiano